# Associazione Calcio Entella 1965-1966
Questa pagina raccoglie le informazioni riguardanti l'Associazione Calcio Entella nelle competizioni ufficiali della stagione 1965-1966.

## Divise
| 1ª divisa | 2ª divisa |

## Rosa
| N. |                   | Ruolo | Calciatore          |
| -- | ----------------- | ----- | ------------------- |
|    | Italia (bandiera) | C     | Roberto Boito       |
|    | Italia (bandiera) | C     | Angelo Cesana       |
|    | Italia (bandiera) | C     | Walter Colombo      |
|    | Italia (bandiera) | A     | Gianni Comini       |
|    | Italia (bandiera) | D     | Mario Delle Piane   |
|    | Italia (bandiera) | A     | Natalino De Rossi   |
|    | Italia (bandiera) | C     | Luigi Dossena       |
|    | Italia (bandiera) | D     | Gianluigi Ginocchio |
|    | Italia (bandiera) | D     | Alessandro Giordan  |

| N. |                   | Ruolo | Calciatore        |
| -- | ----------------- | ----- | ----------------- |
|    | Italia (bandiera) | P     | Silvio Morasso    |
|    | Italia (bandiera) | D     | Ermes Nadalin     |
|    | Italia (bandiera) | A     | Mauro Pantani     |
|    | Italia (bandiera) | D     | Luciano Piquè     |
|    | Italia (bandiera) | C     | Marino Scabini    |
|    | Italia (bandiera) | A     | Renzo Uzzecchini  |
|    | Italia (bandiera) | P     | Eugenio Valeri    |
|    | Italia (bandiera) | C     | Arturo Venturelli |